# Sapuyes
Sapuyes è un comune della Colombia del dipartimento di Nariño.
L'abitato venne fondato da Antonio Sapuyana nel 1543 con il nome "Villa de Sapuyes", mentre l'istituzione del comune è del 30 novembre 1849.